# 伊方町立塩成小学校
伊方町立塩成小学校（いかたちょうりつしおなししょうがっこう）は愛媛県西宇和郡伊方町にかつて存在した男女共学の公立小学校。2009年（平成21年）三机小学校と統合し、閉校となった。

## 概要
佐田岬半島のほぼ中央、宇和海側に面した伊方町の塩成地区に位置する。校区は農漁村である。1960年（昭和35年）には232名の児童数を数えたが、これをピークとし、その後は地域の過疎化・少子化に伴い、児童数は減少し、2008年度の学童数は15名、学級数4、職員数校長以下6名の小規模校となっていた。

## 沿革
- 1882年（明治15年）- 三机小学校塩成分校（第一分校）として創立
- 1887年（明治20年）- 塩成簡易小学校として、独立校となる。当時の自治体名は三机村。
- 1955年（昭和30年）6月 - 三机村と四ツ浜村との2村の合併、町制施行により「瀬戸町」が発足。瀬戸町立となる。
- 2005年（平成17年）4月 - 瀬戸町を含む3町の合併により<新>伊方町が発足。伊方町立となる。
- 2008年（平成20年）　-翌2009年（平成21年）4月を以って伊方町立三机小学校への統合が決定。

2007年（平成19年）5月にPTAでの意見交換会や町教育委員会、地元との調整を経て、2008年秋の調印を以って統合が正式決定した。
- 2009年（平成21年）　三机小学校と統合、閉校となる。在校学童はスクールバス対応となる。[1]

なお、伊方町では同時に伊方町立豊之浦小学校の伊方町立伊方小学校への統合が行われた。

## 設備・跡地
町指定緊急避難場所として活用されている。